# Carreras Aéreas de Reno
Las Carreras Aéreas de Reno (en inglés: Reno Air Races), también conocidas bajo el nombre de Campeonato Nacional de Carreras Aéreas, es un acontecimiento deportivo aeronáutico de carácter anual que se celebra en Reno (Nevada), Estados Unidos, en el mes de septiembre. Se lleva a cabo en el Aeropuerto de Reno-Stead, que se encuentra a unos 19 kilómetros de la ciudad.

## Historia
Las Reno Air Races comenzaron en el año 1964, organizadas por el as de la Segunda Guerra Mundial Bill Stead.  Las primeras carreras tuvieron lugar en una pista no preparada, de 2000 pies (609,6 m) de longitud, situada en Spanish Springs.  Tras el cierre de la Base Aérea de Stead en el año 1966, este aeropuerto pasó a ser de uso público, y desde aquella, la Reno Air Races tiene lugar allí.

## Accidentes
Se han registrado un total de 19 fallecidos debido a accidentes aéreos o colisiones en el transcurso de la competición y la exhibición aérea.

### Incidente en 2011
El 16 de septiembre de 2011, un North American P-51 Mustang apodado "Galloping Ghost", y pilotado por Jimmy Leeward, se estrelló cerca de las gradas del público, resultando 11 muertos y 75 heridos, de los que al menos 25 están graves.